# Platylabus baueri
Platylabus baueri är en stekelart som beskrevs av Riedel 2008. Platylabus baueri ingår i släktet Platylabus, och familjen brokparasitsteklar. Arten är reproducerande i Sverige.